# Штейнау, Адам Генрих
Граф Адам Генрих фон Штейнау (нем. Adam Heinrich Graf von Steinau; 1653 — 1712) — германский военачальник, саксонский фельдмаршал (1699), участник Великой Турецкой и Северной войн.

## Начало карьеры
Происходил от старинного франконского рода. В юных годах поступил на баварскую военную службу и достиг в ней чина генерал-майора. В 1685 году во главе бригады действовал против турок в Венгрии и участвовал в осаде и взятии Нейгейзеля, затем в сражении при Гране, в 1688 году при осаде Штульвейсенбурга.
В 1689 году находился в армии Карла Лотарингского, осаждавшей Майнц. Вскоре после этого император Леопольд возвел его в баронское достоинство.
В 1693 году перешёл на службу Венецианской республики и успешно сражался с турками на море и на суше. В 1694 году взял остров Хиос и строившиеся там три турецкие галеры, но в 1695 году по прибытии многочисленного неприятельского флота оставил остров, взорвав укрепления форта. Вскоре Штейнау разбил турецкого сераскира, проникшего из залива Наполи ди Романья до Аргоса, с намерением поднять восстание в Морее. При преследовании неприятеля на море корабль, на котором находился Штейнау загорелся и ему удалось перебраться на другую галеру, в то время как первая с 250 людьми взлетела на воздух.

## Саксонский фельдмаршал
В 1696 году, после смерти фельдмаршала Шенинга, Штейнау приглашён на службу саксонским курфюрстом Фридрихом Августом I, сражался под его началом в Венгрии, за заслуги сделан шефом кирасирского и пехотного полков, 27 августа 1699 года получил чин саксонского фельдмаршала.
С началом Северной войны в 1700 году двинулся вслед за королём Августом II в Польшу и далее в Шведскую Ливонию. В июле командовал лагерем на Двине перед Ригой, в котором собрались 6000 саксонцев, 3000 литовцев под начальством К. Сапеги, королевская гвардия и 1200 татар. В октябре Штейнау после короткого сопротивления завоевал крепость Кокенгаузен.
В битве на Двине (1701) проявил личную отвагу и три раза врубался со своими кирасирами в гвардию шведского короля, но потерпел поражение, сам был сбит с лошади ударом мушкета и раненым вынесен с поля боя.
В сражении при Клишове (1702) под личным командованием Августа II командовал левым флангом. После бегства правого саксонского фланга Штейнау с помощью фашин пробрался через болото, которое шведы посчитали непроходимым, и ударив в тыл шведского правого крыла, привел его в крайний беспорядок. Однако когда на поле боя появился сам шведский король Карл XII, Штейнау был вынужден отступить. Принадлежавший ему кирасирский полк был окружён и взят в плен.
В кампании 1703 года потерпел новое поражение в Польше при Пултуске и с трудом избежал плена.
В 1704 году сдал главное командование генералу И. М. фон Шуленбургу, короткое время командовал польской коронной армией и саксонской кавалерией, возведён Императором в графское достоинство.

## Последние годы жизни
В 1706 году вернулся на венецианскую службу в качестве главнокомандующего сухопутной армией, однако вскоре за преклонностью лет вышел в отставку.
В 1712 году умер в своëм имении в Богемии.